# Six Feet Under (televisieserie)
Six Feet Under is een Amerikaanse televisieserie, bedacht en geproduceerd door Alan Ball. In de serie staat de familie Fisher en hun begrafenisonderneming in Los Angeles centraal. De serie werd voor het eerst door HBO in de Verenigde Staten uitgezonden op 3 juni 2001 en sloot zijn vijfde en laatste seizoen af op 21 augustus 2005. In Nederland werd de volledige serie tussen 2003 en 2008 uitgezonden door de NPS op Nederland 3. In oktober 2008 startte Comedy Central met het eerste seizoen van de serie. In België werd de serie een eerste keer uitgezonden op 2BE. In 2010 zond Acht de reeks opnieuw uit.
Six Feet Under werd vooral gewaardeerd voor het onomwonden thema van de dood die als rode draad door de serie loopt, maar daarnaast worden ook thema's als huwelijk, overspel en homoseksualiteit aangeroerd. De show won verschillende prijzen, waaronder negen Emmy Awards en drie Golden Globe Awards.

## Rolverdeling
De hoofdcast bestaat uit:
- Peter Krause als Nate Fisher;
- Michael C. Hall als David Fisher;
- Frances Conroy als Ruth Fisher;
- Lauren Ambrose als Claire Fisher;
- Freddy Rodriguez als Federico Diaz;
- Mathew St. Patrick als Keith Charles;
- Rachel Griffiths als Brenda Chenowith;
- Jeremy Sisto als Billy Chenowith;
- James Cromwell als George Sibley;
- Justina Machado als Venessa Diaz;
- Richard Jenkins als Nathaniel Fisher Senior.

## Verloop
Elke aflevering begint met een overlijden. Vervolgens worden de naam en de geboorte- en overlijdensdatum van de overledene getoond. De omstandigheden rondom dit overlijden of de overledene dienen doorgaans als thematische achtergrond voor de aflevering. De karakters gebruiken deze omstandigheden om te reflecteren op hun eigen situatie.
Een terugkerend element in de serie is dat een karakter 'spreekt' met een overledene. Alan Ball heeft verklaard dat dit dient om de interne dialoog van de nog levende karakters weer te geven. 
In de allereerste aflevering komt Nate Fisher terug in Los Angeles om kerst te vieren met zijn dysfunctionele familie. Op weg naar het vliegveld, om Nate op te halen, komt gezinshoofd en begrafenisondernemer Nathaniel Fisher Senior te overlijden. Hij laat zijn begrafenisonderneming na aan zijn twee zoons, Nate en David. Hoewel Nate aanvankelijk geen oren heeft naar een toekomst als begrafenisondernemer, besluiten Nate en David het familiebedrijf toch gezamenlijk voort te zetten. In het verloop van de serie worstelen de karakters met een veelvoud aan persoonlijke problemen terwijl ze proberen de begrafenisonderneming draaiende te houden. 

## Afleveringen
Zie: Lijst van afleveringen van Six Feet Under